# Israil Israilewitsch Pliner

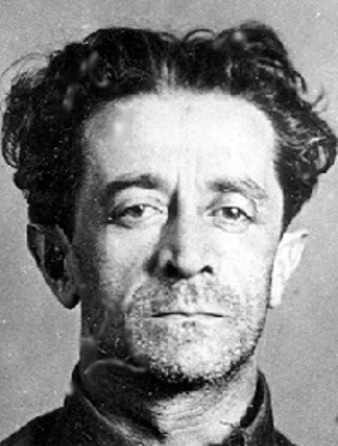
Israel Pliner

Israel Israilewitsch Pliner (russisch Израиль Израилевич Плинер, Izrail Izrailevich Pliner; 1896 – 23. Februar 1939) war ein sowjetischer Offizier und hoher Funktionär der sowjetischen Geheimpolizei Tscheka. Pliner war Cheforganisator des Lagersystems Gulag vom 16. August 1937 bis zum 16. November 1938.